# Mont de Brégille
Le mont de Brégille (écrit et prononcé localement Bregille) est une colline du massif du Jura, culminant à 447 m d'altitude ce qui en fait le quatrième plus haute colline de la ville de Besançon, après celle de Planoise (462 m sur la partie bisontine), de la Chapelle des Buis (489 m) et de Rosemont (466 m). Située en totalité sur la commune, bordée par la rivière du Doubs, la colline comprend une vaste zone forestière qui l'englobe presque entièrement, ainsi que plusieurs secteurs d'habitations formant le quartier historique de Bregille. Sa situation géographique fait que Bregille a été pendant longtemps un domaine viticole notamment grâce à son ensoleillement qui a fait prospérer la culture en terrasses, mais aussi un site stratégique militaire de par sa domination sur la ville et sur la citadelle de Vauban. Aujourd'hui le mont de Bregille est un site péri-urbain, apprécié des randonneurs et des habitants pour son cadre naturel préservé et quasiment à l'état sauvage.

## Géographie

### Situation
Le mont de Brégille est situé sur le territoire de la commune de Besançon, dont il constitue l'une des sept collines. Il appartient à l'anticlinal de la Citadelle, nommé ainsi car la citadelle de Besançon y est implantée, du faisceau bisontin. La colline est coincée dans un coude que forme le Doubs qui coupe l'anticlinal pour se diriger vers le nord et former la fameuse boucle où le centre-ville de Besançon est implanté.
Sur les flancs nord et ouest de la colline est implanté le quartier bisontin de Bregille. Le fort de Bregille et le fort Beauregard, implantés sur la crête ouest, dominent la vallée du Doubs et Besançon.

### Géologie

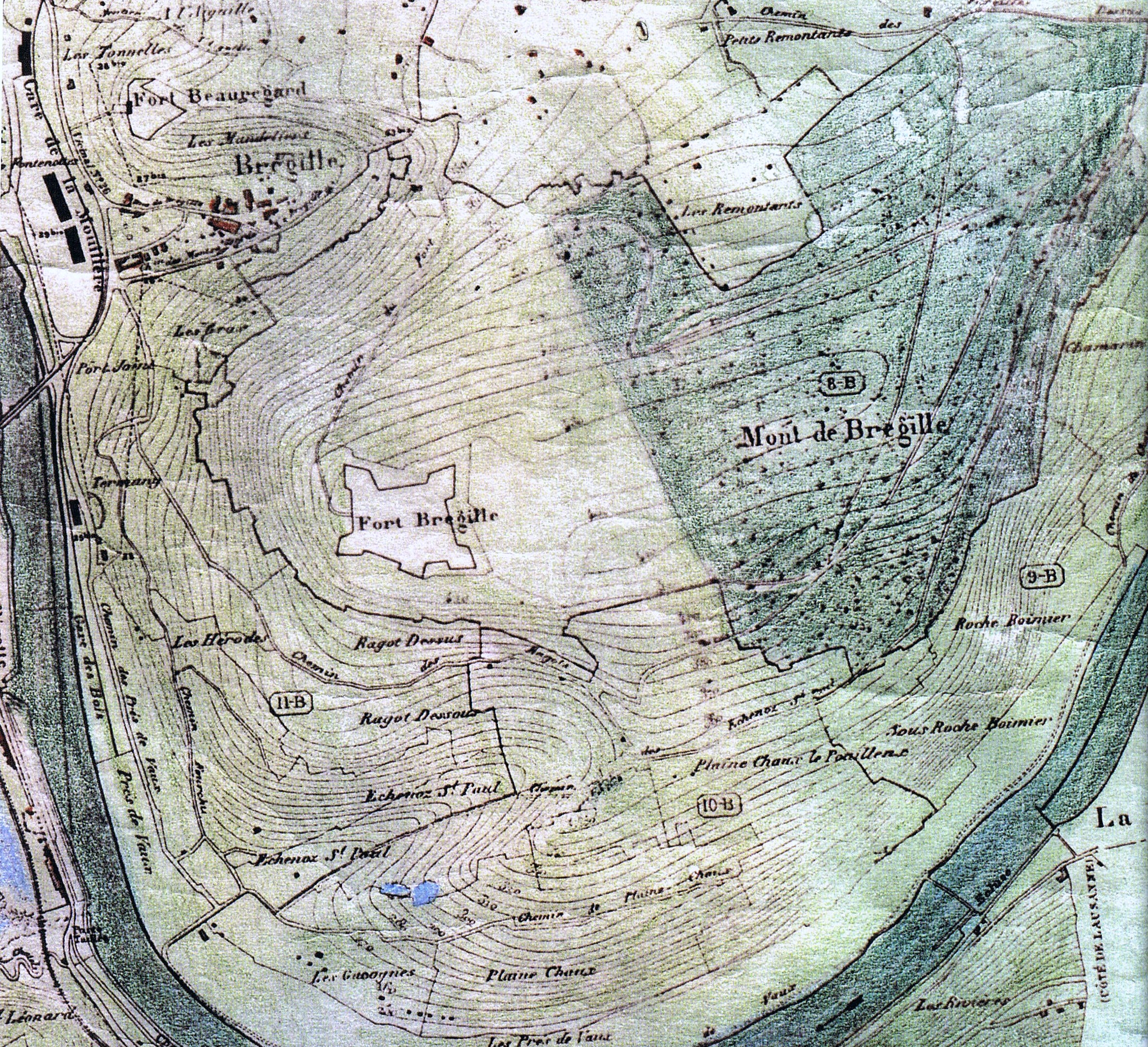
Carte topographique de la colline de Bregille, datant du XIX.

Le mont de Brégille appartient au faisceau bisontin qui fait partie de l'ensemble de faisceaux délimitant la frontière occidentale entre le massif jurassien et les plateaux de Haute-Saône et les bassins tertiaires environnants (Bresse...).
L'anticlinal formant le mont de Brégille se prolonge en direction du sud-ouest au niveau de la colline Saint-Étienne (Citadelle de Besançon) qui est parfaitement repérable sur un panoramique des deux collines. Ces plis sont la partie la plus externe des plissements alpins, et se sont formés au Pontien, il y a environ dix millions d'années. À cette époque, il y avait donc une seule et même colline haute d'environ 400 mètres, avant que l'érosion ne vienne séparer la dépression en deux collines : Bregille et Saint-Étienne. Puis, il y a environ trois à quatre millions d'années, un soulèvement se produisit rehaussant le site d'environ 200 mètres. La rivière du Doubs avait alors deux chemins : soit passer en ligne droite, soit faire un détour par le creux laissé par l'érosion. C'est la deuxième solution qui prima, faisant que cette rivière prit la forme d'une boucle quasi parfaite creusant petit à petit une véritable vallée.
Le sommet de la colline et la partie haute de la face nord-ouest sont constitués de calcaires datant du Tithonien que l'on retrouve aussi à la base de la face sud, près des berges du Doubs. La partie haute des flancs est composée, quant à elle, de calcaires du Kimméridgien. Le plateau du fort Benoit et la mi-hauteur des flancs sont constitués de calcaires oxfordiens, puis suivent des strates de calcaires du Callovien et du Bathonien. On note à l'est, au pied de la colline, la présence de deux failles transformantes et d'une autre plus petite située à l'ouest de la colline.

## Histoire
Le passage de chasseurs-cueilleurs remontant à 50 000 ans, durant la période du Paléolithique moyen, a été attesté sur le site de Besançon. Les fouilles menées au cours des derniers siècles ont permis de révéler des traces d'occupation du site dès le Néolithique le long du Doubs, notamment au pied des collines de la Roche d'Or et de Rosemont, ces traces d'habitat étant datées de 4000 av. J.-C. environ.

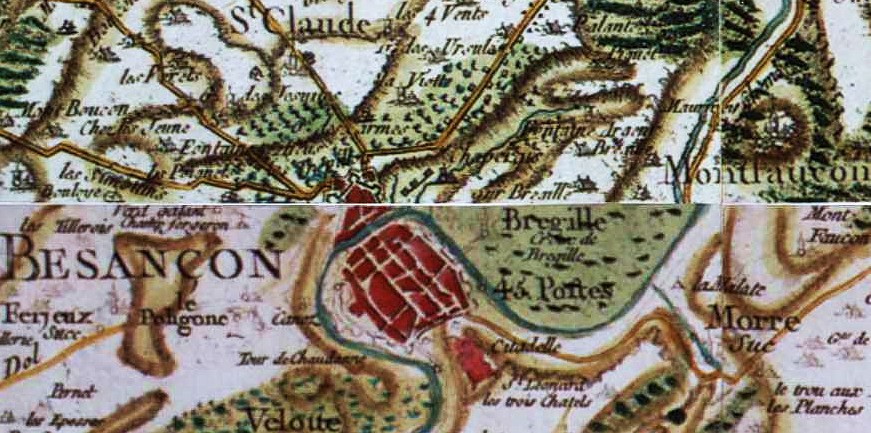
Carte de Cassini de Besançon-Bregille, entre 1757 et 1759.

L'histoire du quartier de Bregille débute à partir du VIe siècle, lorsque l'abbaye Saint-Martin de Bregille fut fondée. Il n'existe aucun autre renseignement au quartier avant cette époque. En 870, l'abbaye est citée dans le traité de Meerssen, dans lequel Charles II le Chauve et Louis II de Germanie se partagent la Séquanie. C'est à partir de cette époque que serait apparu le village de Bregille, situé en périphérie de l'abbaye Saint-Martin. Des documents attestent qu'à partir du Xe siècle, le site était devenu un important lieu viticole et qu'à partir du XIe siècle, le petit village acquiert une grande importance économique, à tel point qu'il comprend un maire, un prévôt et même un forestier. On note qu'au XIIIe siècle, un conflit éclate entre les bourgeois bisontins qui tentent de constituer la commune de Besançon face à l'archevêque de Besançon qui entend garder ses pleins droits de souveraineté sur les terres de Bregille ; c'est finalement l'archevêque qui aura le dernier mot dans cette affaire. En 1290, le secteur de Bregille est assiégé pendant quatre mois par les armées impériales, tandis que les troupes vassales leur faisaient face en occupant la Mouillère ainsi que les Prés-de-Vaux. Othon IV décide de négocier pour finalement céder ; c'est alors que les Bisontins font reconnaître officiellement leur commune par l'Empire, non sans nouvelles querelles avec l'archevêque. Le village de Bregille était à l'époque accessible par un ponton franchissant le Doubs, relié à la porte de Bregille et construit en 1398. On pouvait également traverser le Doubs par un bac, dont le péage revenait à l'archevêque. À Besançon, sous le régime communal, seuls les habitants intra muros sont reconnus comme citoyens de la ville et sont alors à ce titre exempts de toutes taxes, à l'instar de Saint-Ferjeux et de Valentin, alors que Bregille et Velotte sont sujets de l'archevêque.
En 1444, les Écorcheurs pénètrent en Franche-Comté, et s'approchent de la capitale comtoise fin mai de cette même année. C'est alors que les communards décident de détruire une grande partie de Bregille, notamment le château de Bregille (qui était situé à la place de l'actuel fort Beauregard), l'ancienne abbaye Saint-Martin ainsi que la majorité des maisons du village, ceci afin d'éviter, selon les communards, la dévastation inévitable du site par les Écorcheurs. S'ensuivent plusieurs nouveaux conflits entre des habitants de la ville et l'archevêque, ce dernier demandant réparation pour les pertes subies sur ses terres. Ce conflit aboutit à la mort de certains Bisontins, voulant s'insurger contre l'archevêque et par la ruine financière de la ville, qui ne peut réparer le préjudice subi. L'archevêque accepte alors que les clercs et les brégillots ne payent leurs impôts qu'en 1457. À la suite de ces événements, le village de Bregille se reconstruit peu à peu, mais la destruction du site est une nouvelle fois envisagée, avec les guerres de Charles le Téméraire, en 1471. La destruction n'aura cependant pas lieu ; pourtant le château de Bregille, récemment reconstruit, sera de nouveau rasé pour mieux défendre la ville depuis Bregille. La situation se stabilise durant les années 1480, et le village de nouveau sinistré renaît de ses cendres, avec la construction de nouvelles maisons ainsi que de carrières, relançant l'économie du site. Au XVIe siècle, le site de Bregille est aménagé afin d'approvisionner la ville de Besançon en eau, les sources de Fontaine-Argent n'assurant plus une desserte convenable en eau dans la ville. Après de longs pourparlers avec l'archevêque, qui affirme que la construction d'un conduit d'eau provoquerait des dégâts irrémédiables à ses propriétés, la municipalité commence les travaux et le 22 mai 1559 deux sources sont capturées : la Douin le Moine. Au XVIe siècle, la ville de Besançon est en plein essor et les vins produits à Bregille, notamment le vin blanc des Ragots, s'exportent partout en France.

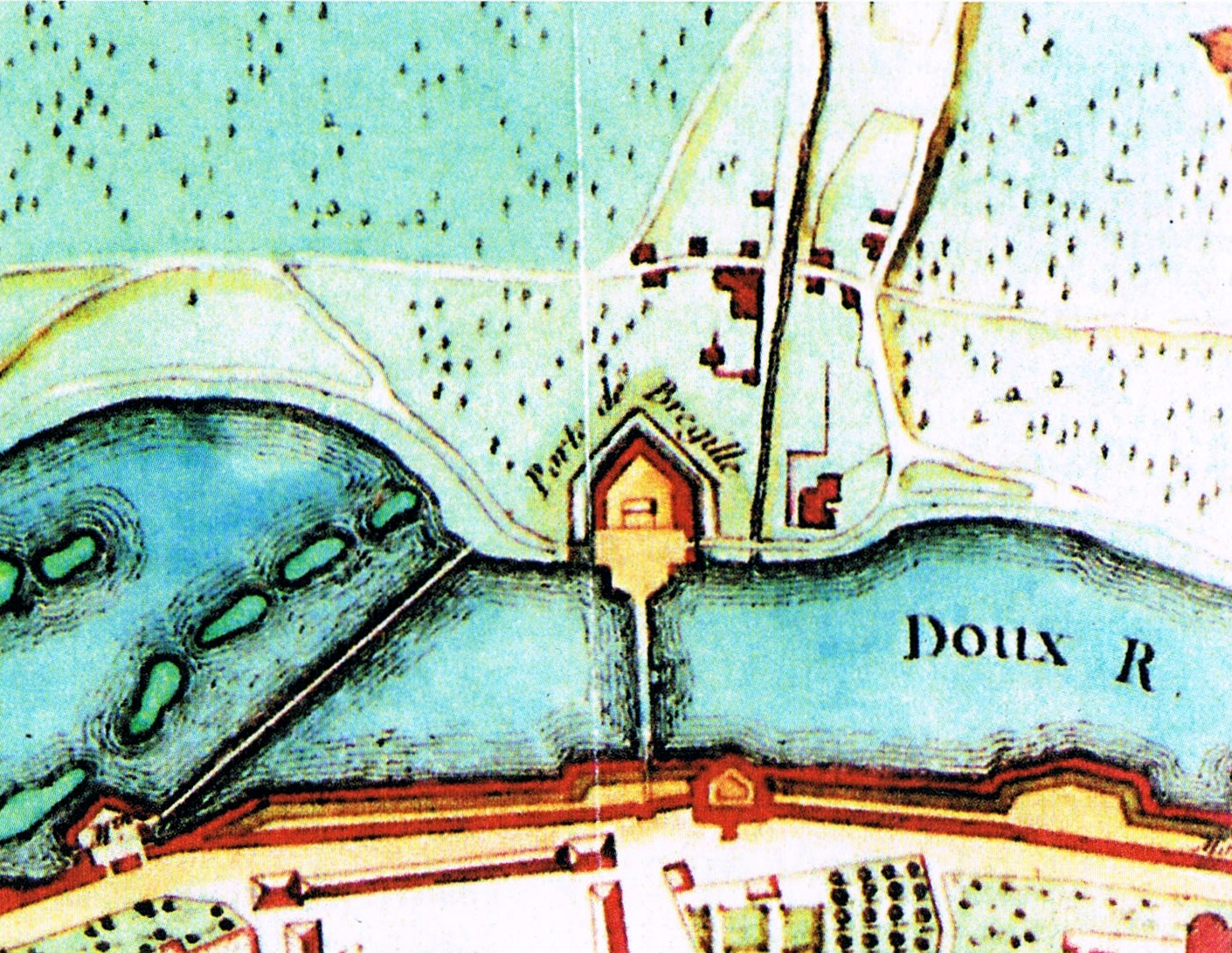
La porte de Bregille par Le rouge (1752).

En 1674, la Franche-Comté, qui est depuis espagnole, se voit reconquise par Louis XIV,. Les troupes françaises investissent le 25 avril 1674 la colline de Bregille et celle de Chaudanne, bombardant la ville de pas moins de 20 000 boulets. La ville se rend finalement le 14 mai 1674, et devient alors capitale de province et accueille un intendant. Le 25 mai 1689, un pont en bois franchissant le Doubs est construit entre Bregille et La Boucle, avant d'être finalement remplacé par un pont en pierre en 1837. Durant la Révolution française, Besançon se voit déchue de son rang de capitale de province ; le village de Bregille est encore à l'époque l'une des trois paroisses extra-muros de la ville, avec Saint-Ferjeux et La Vèze, jusqu'en 1835. Au début des années 1810, la France entre en guerre face à l'Autriche, et la défense de Besançon est confiée au général Marulaz le 1er janvier 1814, qui doit défendre la ville des Autrichiens à Bregille et aux Chaprais et des troupes liechtensteinoises à Planoise,. Le général ordonne la destruction de tous bâtiments et arbres fruitiers dans un rayon de 700 mètres autour de la vieille ville, afin d'empêcher que les ennemis s'y tiennent en embuscade. Les maisons de Canot sont incendiées le 10 janvier 1814, celles de Bregille et des Chaprais les jours suivants. Le blocus de la ville dure jusqu'au 2 mai 1814, alors que Napoléon abdique le 6 avril de cette même année. Au XIXe siècle, les vignes sont maintenues à Bregille, alors qu'elles sont arrachées entre 1830 et 1837 dans le reste de la ville. La viticulture devient alors à l'époque la principale activité économique du secteur avec l'agriculture. Puis, concurrencés par les vins du midi moins chers, le vignoble disparaît peu à peu au profit de l'industrie qui se développe aux Chaprais. De nouveaux bâtiments font leur apparition à cette époque dans le secteur : il s'agit des forts de Bregille et Beauregard construits entre 1791 et 1870 pour défendre la colline des assauts entraînant une vulnérabilité de la citadelle de Vauban. Après la disparition du vignoble, de nombreuses entreprises et industries investissent le secteur des Prés-de-Vaux ainsi qu'à Bregille même, notamment les horlogeries Zénith, France-Ébauche, Blind ou encore Tribaudeau.

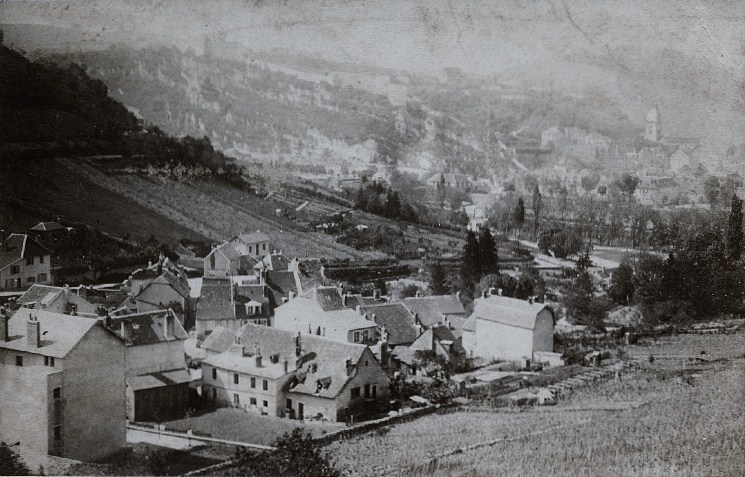
Le village de Bregille, dans les années 1870.

À la fin du XIXe siècle, le quartier de la Mouillère et le plateau de Bregille, qui n'est alors qu'un petit village de 300 habitants, connaissent de grands bouleversements à la suite de l'implantation de la gare de la Mouillère en 1884, suivie du complexe thermal des Bains salins de La Mouillère en 1892-1893,,,. Le succès rencontré par la station thermale amène rapidement les pouvoirs publics à reconsidérer les abords des Bains, et plus particulièrement le plateau de Bregille, afin de proposer des équipements complémentaires : hôtels, stations de cure d'air, villas et appartements,, etc. L'initiative privée est alors largement encouragée. C'est ainsi qu'un certain Émile Picard, réalise le projet d'un funiculaire dès 1899 afin de faire la liaison entre Bregille et les nouveaux bâtiments thermaux de la ville pour que les touristes puissent jouir à la fois du grand air et d'une cure thermale. Après plusieurs années d'études, la réalisation du projet est enfin effective et le funiculaire de Bregille voit le jour en 1912, même si le thermalisme est en déclin et que la guerre approche à grands pas. La Première Guerre mondiale n'occasionnera pas de dommages notables dans le quartier, qui reste dans son ensemble loin de ce conflit. La seule exception étant les salins de Bregille, qui est un institut créé au lendemain de cette guerre par le chanoine Mourot. En 1924, le réservoir de Beauregard, qui reçoit les eaux d'Arcier, alimente par pompage la colline de Bregille puis en 1930, la première pierre de la toute nouvelle église Sainte-Jeanne-d'Arc est posée.
Pendant la Seconde Guerre mondiale, le site de Bregille est globalement peu touché par les combats, excepté le 15 juillet 1943 lorsque le funiculaire de Bregille fut bombardé par un avion. L'évitement central est touché, laissant les deux gares et les voitures intactes, mais l'exploitation est interrompue et ne reprendra qu'en janvier 1945. On note également les faits de Résistants habitant le quartier, dont le résistant et pilote de chasse des Forces aériennes françaises libres Henri Mathey, les frères Jean et Pierre Chaffanjon, Raymond Tourrain ainsi que les résistants Jean-Michel Girard et Louis Cetre. Après la guerre, le quartier de Bregille reste un site rural, mais l'urbanisation gagne de plus en plus de terrain et avec elle un nouveau mode de vie citadin. Le 22 mai 1957, à l'occasion de la 31e foire comtoise, la RTF met en service à Brégille un petit émetteur de télévision . Inauguré par les officiels du département et de la ville , ce site émet désormais en télévision numérique terrestre. À partir des années 1960, la croissance démographique de la capitale comtoise atteint des sommets, la demande de logements ne cesse d'augmenter et il devient alors urgent d'urbaniser massivement les environs de la ville. La colline se retrouve alors rattrapé par l'urbanisation et devient un quartier à vocation résidentielle, après la disparition des entreprises et des activités agricoles. Des HLM sont construits à Bregille-Plateau ainsi que de nombreuses maisons et pavillons à Bregille-Village, puis des immeubles cossus sortent de terre aux alentours de la gare de Besançon-Mouillère à partir de la fin des années 2000.